# Григорьев, Максим Юрьевич
Максим Юрьевич Григорьев (13 октября 1983, Энгельс) — российский футболист, полузащитник.

## Биография
Воспитанник саратовских ДЮСШ «Пищевик» и «Сокол». В 1999—2002 — в составе московского «Спартака», играл за дубль во втором дивизионе (1999—2000, 32 матча, один гол) и молодёжную команду в любительском первенстве. Играл в первом и втором дивизионе России за клубы «Нефтехимик» Нижнекамск (2002), «Сокол» Саратов (2003), «Спартак» Тамбов (2003), «Балтика» Калининград (2004—2006), «Шексна» Череповец (2007—2008), «Русичи» Орёл (2008), «Днепр» Смоленск (2009), «Спартак» Тамбов (2010—2012). В 2007 году провёл 8 игр в чемпионате Латвии за ФК «Юрмала».
На юношеском чемпионате Европы 2000 года в Израиле провёл все 4 матча.